# Plöwen
Plöwen er en by og kommune i det nordøstlige Tyskland, beliggende i Amt Löcknitz-Penkun i den sydøstlige del af Landkreis Vorpommern-Greifswald. Landkreis Vorpommern-Greifswald ligger i delstaten Mecklenburg-Vorpommern.

## Geografi
Kommunen Plöwen er beliggende mellem Randowbruch og grænsen til Polen. I det skovrige landskab ligger Naturschutzgebiet Plöwensches Seebruch, voldstedet Burgwall Hühnerwinkel og den omkring 18 hektar store Großer Kutzowsee. Søen er kendt for sit rene vand. I kommunen ligger ud over Plöwen, landsbyen Wilhelmshof.

### Trafik
Bundesstraße B 104 (Pasewalk – Stettin) krydser kommunen syd for byen, og tre kilometer mod vest er der togforbindelse fra Löcknitz.

## Eksterne kilder og henvisninger
- Wikimedia Commons har flere filer relateret til Plöwen
- Byens side på amtets websted
- Befolkningsstatistik (Webside ikke længere tilgængelig)